# Lepel (film)
Lepel is een Nederlandse film uit 2005. De film werd grotendeels opgenomen in de Duitse stad Gera.

## Plot
Lepel woont bij zijn veeleisende oma, die hem hard laat werken en knopen laat stelen, die verkocht worden in haar knopenwinkel. Hij sluit een vriendschap met Pleun, die stiekem in een kledingwinkel woont, waar alleen verkoper Max ervan op de hoogte is. Lepel gaat bij haar wonen. Max is verliefd op eigenaresse Broer maar is niet in staat haar dat te vertellen. Hij belooft Lepel zijn ouders, die op wereldreis zouden zijn, terug te vinden. Max komt erachter dat Lepels ouders verongelukt zijn en dat hij niet Lepel heet maar eigenlijk Pelle. Omdat zijn oma zijn echte naam niet weet toont hij tevens aan dat het zijn echte grootmoeder niet kan zijn. Max helpt Lepel tevergeefs bij de zoektocht naar een nieuwe moeder. Samen met Lepel en Pleun weet Max Broer, die ervan droomt deel te nemen aan een race in Afrika, ervan te overtuigen dat ze met z'n vieren een goed team zijn.

## Rolverdeling
| Acteur/actrice      | Personage            |
| ------------------- | -------------------- |
| Joep Truijen        | Lepel (Pelle)        |
| Felix Lysaukowski   | Lepel (3 jaar)       |
| Sander Truijen      | Lepel (5 jaar)       |
| Reinout Bussemaker  | Lepel's vader        |
| Lieke-Rosa Altink   | Lepel's Moeder       |
| Neeltje de Vree     | Pleun                |
| Carice van Houten   | Juffrouw Broer       |
| Barry Atsma         | Max                  |
| Loes Luca           | Oma Koppenol         |
| Kees Hulst          | Meester Bijts        |
| Ad Knippels         | Verkoper             |
| Mara van Vlijmen    | Verkopers            |
| Babbe Groenhagen    | Verkopers            |
| Bente Jonker        | Verkopers            |
| Sjoera Retèl        | Moeders in Warenhuis |
| Henriette Koch      | Moeders in Warenhuis |
| Catalijn Willemsen  | Moeders in Warenhuis |
| Margo Dames         | Moeder en kind       |
| Lotte Stig          | Moeder en kind       |
| Ferdi Janssen       | Politieagent         |
| Heleen Mineur       | Marijntje            |
| Marguerite de Brauw | Presentatrice        |
| Peter Van den Begin | Ballonvaarders       |
| Ulrich Sareik       | Ballonvaarders       |
| Lukas Dijkema       | Kapitein Veerboot    |

## In andere landen
Lepel is verkocht aan Groot-Brittannië, Duitsland en België. Het Duitse Goldener Spatz Kinder Film & Fernseh Festival heeft de Script Writing Award toegekend aan Mieke de Jong voor het scenario van Lepel.